# Zoetermeer Oost vasútállomás
Zoetermeer Oost vasútállomás vasútállomás Hollandiában, Zoetermeer városában.

## Vasútvonalak
Az állomást az alábbi vasútvonalak érintik:
- Gouda–DenHaag-vasútvonal

## Kapcsolódó állomások
A vasútállomáshoz az alábbi állomások vannak a legközelebb:
- Zoetermeer vasútállomás (Gouda–DenHaag-vasútvonal)
- Lansingerland-Zoetermeer railway station (Gouda–DenHaag-vasútvonal)